# Neonauclea parviflora
Neonauclea parviflora là một loài thực vật có hoa trong họ Thiến thảo. Loài này được (Koord. & Valeton) Ridsdale mô tả khoa học đầu tiên năm 1989.